# البنك الوطني البلجيكي
البنك الوطني البلجيكي تأسس البنك المركزي البلجيكي في عام 1850، برأس مال خاص 100 ٪ بموجب قانون 5 مايو 1850 باعتباره. شركة محدودة وهي عضو في النظام الأوروبي للبنوك المركزية .
محافظ البنك الوطني هو عضو في مجلس الإدارة ، وهو الهيئة الرئيسية لصنع القرار في النظام الأوروبي ، وخاصة فيما يتعلق بالسياسة النقدية ؛ البنك الوطني البلجيكي يشارك في إعداد وتنفيذ قراراته.
بصرف النظر عن السياسة النقدية ، يتولى بنك بلجيكا الوطني مهام أخرى يمكن تصنيفها على النحو التالي:
- إصدار الأوراق النقدية باليورو
- طباعة الأوراق النقدية باليورو وتداول العملات المعدنية باليورو
- إدارة احتياطيات العملات الأجنبية
- جمع وتداول وتحليل المعلومات الاقتصادية والمالية
- استقرار القطاع المالي البلجيكي - انظر أيضا لجنة البنوك والتمويل والتأمين (بلجيكا)
- دور السفير المالي في المؤسسات الاقتصادية الدولية
- خدمات للدولة البلجيكية
- خدمات للقطاع المالي البلجيكي
- خدمات لعامة الناس